# Khesht
Khesht (persiska: خشت) är en ort i Iran.   Den ligger i provinsen Fars, i den centrala delen av landet, 700 km söder om huvudstaden Teheran. Khesht ligger 485 meter över havet och antalet invånare är 10 332.
Terrängen runt Khesht är kuperad åt nordväst, men åt sydost är den platt. Runt Khesht är det ganska tätbefolkat, med 58 invånare per kvadratkilometer. Närmaste större samhälle är Vaḩdattīyeh, 12,8 km sydväst om Khesht. Omgivningarna runt Khesht är i huvudsak ett öppet busklandskap.